# ارکولین
شهر ارکولین (به فرانسوی: Erquelinnes) در شهرستان توئن در استان انو در منطقه فدرال والوون در کشور بلژیک واقع شده‌است.